# Дальневосточная черепаха
Дальневосточная черепаха (лат. Pelodiscus maackii) — вид пресноводных черепах из семейства трёхкоготных черепах. Видовое научное название дано в честь путешественника и первооткрывателя вида Р. К. Маака. Ранее популяции этого вида рассматривались как популяции китайского трионикса, из-за чего в литературе он описывался под названием Pelodiscus sinensis.

## Описание

### Внешний вид
Длина карапакса обычно не превышает 20—25 см, но изредка попадаются экземпляры с длиной панциря до 40 см. Вес черепахи может достигать 4,5 кг.
Панцирь круглый, похожий на сковороду, с мягкими краями, которые помогают черепахам зарываться в ил, покрытый мягкой кожей, без роговых щитков. У молодых черепах панцирь почти круглый, у взрослых становится удлинённым и более плоским. Кроме того, у молодых особей на карапаксе располагаются продольные ряды бугорков, которые по мере взросления сливаются в валики, а у взрослых исчезают.
Верхняя сторона панциря зеленовато-серая или зеленовато-бурая с более или менее отчетливыми мелкими жёлтыми пятнами. Пластрон светло-жёлтый или розовато-белый, у молодых черепах — ярко-оранжевый, иногда с тёмными пятнами. Голова, шея и конечности также зеленовато-серые или зеленовато-бурые. На голове имеются мелкие светлые и тёмные пятна, от глаза назад тянется узкая тёмная линия.
На каждой ноге по пять пальцев, из них три внутренних оканчиваются острыми когтями. Пальцы снабжены хорошо развитыми плавательными перепонками. Шея длинная. Челюсти очень сильные, с острым режущим краем и, учитывая крайне агрессивный характер этой черепахи, представляют определённую опасность. Роговые края челюстей прикрыты толстыми кожистыми выростами — «губами». Конец морды вытянут в длинный мягкий хоботок, на конце которого открываются ноздри.

### Распространение
В пределах России встречается на юге Дальнего Востока — крайней северной границе ареала. Населяет бассейны рек Амур (на севере почти от устья, вверх по течению на юг до западной части Приморья несколько выше устья Сунгари), Уссури и их крупные притоки, а также озеро Ханка. Распространение вида в России в данный момент приурочено к двум основным районам — Приамурскому (бассейн озера Гасси в Хабаровском крае) и Ханкайскому (бассейн озера Ханка в Приморском крае).
Находку в Чуйской долине Киргизии следует рассматривать как интродукцию.

### Образ жизни
Обитает в пресных водоёмах — крупных и мелких реках и озёрах, старицах, встречается на рисовых полях. Предпочитает хорошо прогреваемые водоёмы с илистым или песчаным дном, разреженной водной растительностью и пологими берегами. Избегает рек с сильным течением. Наиболее активна в сумерках и ночью. Днём в хорошую погоду часто и подолгу греется на берегу, но не уходит на расстояние дальше 1,5—2 м от воды. В сильную жару зарывается в сырой песок или уходит в воду. При опасности мгновенно скрывается в воде, закапываясь в донный ил. Черепахи могут греться не только на берегу, но и зарывшись в грунт на мелководье у уреза воды. При необходимости они выкапываются и уходят на глубину. После этого остаются характерные лунки — «лежки» («basking pit»).
Большую часть времени проводит в воде. Хорошо плавает и ныряет, может подолгу оставаться под водой. Часть кислорода трионикс способен получать из воды при помощи так называемого глоточного дыхания. В глотке черепахи имеются папиллы — пучки ворсинчатых выростов слизистой, пронизанные множеством капилляров, и здесь происходит поглощение кислорода непосредственно из воды. Под водой черепаха открывает пасть, чтобы вода омывала ворсинки в глотке. Папиллы также служат для выделения мочевины. Чем лучше вода в водоёме, тем реже открывает пасть нырнувшая черепаха. Дальневосточная черепаха способна далеко вытягивать длинную шею с удлинённой головой, заканчивающейся длинным мягким хоботком с ноздрями, чтобы набрать воздуха. Это позволяет ей не всплывать и оставаться незаметной для хищников — достаточно только выставить из воды хоботок. Несмотря на такую приспособленность к водному образу жизни, дальневосточная черепаха способна хорошо передвигаться и по суше. Особенно быстро бегают молодые особи.
Пойманная дальневосточная черепаха ведёт себя очень агрессивно, старается укусить, при этом длинная шея позволяет ей дотягиваться до заднего края карапакса. Укусы даже маленьких черепах очень болезненны, а крупные особи могут нанести довольно серьёзные раны острыми краями роговых челюстей.
Дальневосточная черепаха зимует на дне водоемов, в тростниковых зарослях у берега, зарывшись в донный ил. Зимовка продолжается с середины сентября—начала октября до начала апреля—июня.

### Питание
Дальневосточная черепаха — хищник. Питается рыбой, земноводными, ракообразными, насекомыми, моллюсками и червями. Добычу подстерегает в засаде, зарывшись в ил или песок на дне, и хватает приблизившуюся жертву быстрым движением головы. Максимальная пищевая активность наблюдается в сумерках и ночью. В это время черепаха не находится в засаде и может охотиться активно, интенсивно обследуя свой охотничий участок и разыскивая пищу на дне водоёма. Пойманная рыба может быть очень крупной, и черепаха стремится проглотить добычу, откусив ей вначале голову. Дальневосточные черепахи очень прожорливы: в неволе особь с длиной карапакса 20 см за один раз может съесть 3—4 рыбок длиной 10—12 см.

### Размножение
Половозрелости достигают на 5—7-й год жизни.
В разных точках ареала спаривание происходит с марта по июнь. При спаривании самец удерживает самку челюстями за кожу шеи или передних лап. Копуляция проходит под водой и продолжается до 5—10 минут. Беременность длится 50—65 дней. Откладка яиц растянута с мая по август, массовая откладка яиц в Приамурье происходит в июле.
Для откладки яиц самки выбирают сухие места с хорошо прогреваемой почвой недалеко от воды. Обычно это песчаные отмели, реже галечники. В поисках удобного для гнездования места черепаха обычно отходит от воды не далее 4—35 м. В грунте черепаха задними конечностями вырывает гнездовую ямку глубиной 15—20 см и диаметром 8—10 см в нижней части. Яйца помещаются в ямку и засыпаются грунтом. Свежеотложенные кладки располагаются, как правило, на самых высоких участках прибрежных кос, что позволяет избежать вымывания летними муссонными паводками (кроме самых высоких паводков, которые очень редки). Места с зарытыми кладками обнаруживаются по характерным лункам на поверхности грунта, оставшимся после откладки и закапывания самкой яиц. Нередко удаётся обнаружить и следовую дорожку самки.
За сезон размножения самка делает 2—3 кладки (с перерывами в 5—6 дней), количество яиц в которых может достигать 18—75. Величина кладки зависит от размера самки — кладки старых крупных самок содержат больше яиц, чем кладки молодых. При этом чем меньше яиц в кладке, тем они крупнее. Яйца белые с бежевым оттенком или желтоватые, шарообразные, диаметром около 20 мм и массой до 5 г.
Инкубационный период продолжается 40—60 дней. При повышении температуры до +33 °C время развития яиц сокращается до 30 суток. В отличие от многих других черепах, у большинства трёхкоготных температурно-зависимая детерминация пола не отмечена, но отсутствуют и гетероморфные половые хромосомы. Однако некоторые исследования развития яиц китайского трионикса при разных температурах показывают, что у этого вида температура инкубации яиц, возможно, влияет на закладку пола потомства.
В августе—сентябре из яиц выходят молодые черепашки, которые сразу бегут к воде. Расстояние в 15—20 м они преодолевают за 40—45 минут. Добравшись до воды, они зарываются в донный грунт, прячутся под камни. Длина карапакса новорождённых черепах около 3 см.

### Враги
Из естественных врагов отмечены различные хищные птицы и млекопитающие, которые раскапывают черепашьи гнёзда. На Дальнем Востоке это большеклювая и чёрная вороны, енотовидная собака, лисица, барсук и иногда кабан. В разные годы хищниками уничтожается иногда до 100 % кладок. Например, в Большехехцирском заповеднике Хабаровского края ими разоряется до 80 % кладок яиц дальневосточной черепахи.

### Паразиты
На территории Дальнего Востока России у черепахи обнаружено, по меньшей мере, 9 видов гельминтов:
- Тип Плоские черви (Plathelminthes)
  - Класс Аспидогастры (Aspidogastrea)
    - Cotylaspis parasinensis

  - Класс Моногенеи (Monogenea)
    - Neopolystoma palpebrae

  - Класс Трематоды (Trematoda)
    - Coeuritrema oschmarini
    - Leurosoma moensis
    - Phyllodistomum sp.
    - Cephalogonimus emydalis
    - Astiotrema reniferum
    - A. odheneri
- Тип Круглые черви (Nematoda)
  - Spiroxys transversalata

Большинство из них являются облигатными и специфичными паразитами дальневосточной черепахи.

## Охранный статус
В России, на юге Дальнего Востока, это редкий вид, численность которого в этой части ареала повсеместно быстро снижается. Наибольшая плотность популяций отмечена на озере Ханка, в долине реки Уссури и на озере Гасси Нанайского района Хабаровского края. Снижение численности вызвано браконьерскими отловом взрослых черепах и сбором яиц местными жителями, которые употребляют их в пищу. На озере Ханка уменьшение численности связано с понижением уровня воды, отловом рыбаками, а также с тем, что черепах беспокоят люди, использующие для отдыха пляжи озера. Большой урон наносят летние паводки, затопляющие гнездовые пляжи и вымывающие кладки яиц. В связи с относительно медленным воспроизводством, численность восстанавливается также медленно. Дальневосточная черепаха является реликтом той фауны, которая до наступления значительного похолодания климата была распространена гораздо севернее, чем в настоящее время.
Дальневосточная черепаха занесена в Красную книгу РФ (2021), категория 2, статус — сокращающийся в численности и/или распространении вид. Охраняется в Большехехцирском, Ханкайском заповедниках, национальном парке «Анюйский» и заказнике Хехцирский. Имеется положительный опыт искусственного разведения дальневосточных черепах на специальных фермах в заповедниках. При этом их содержат в полувольных условиях, а отложенные ими яйца собирают и инкубируют в лаборатории с целью последующего выпуска и расселения молоди в природные местообитания. Для сохранения вида необходимы создание сезонных ООПТ, в которых охране подлежат отдельные участки на 5-6 месяцев в году, разъяснительная работа с местным населением и привлечение его к охране мест обитания черепахи, регуляция сбора яиц и отлова взрослых особей, возобновление искусственного разведения с последующим расселением.
Вид включён в список Конвенции о торговле видами дикой флоры и фауны СИТЕС (Приложение III).
Нумизматика и филателия

## Классификация
Популяции черепах из России, северо-восточного Китая и Кореи ранее рассматривались в рамках другого вида, Pelodiscus sinensis, но на основании остеологических и молекулярно-генетических исследований были выделены в самостоятельный вид.
В составе семейства Trionychidae род Pelodiscus вместе с близкородственными родами Dogania и Palea образует трибу Pelodiscini.